# Mezzane di Sotto
Mezzane di Sotto ist eine nordostitalienische Gemeinde (comune) mit 2554 Einwohnern (Stand 31. Dezember 2023)  in der Provinz Verona in Venetien. Die Gemeinde liegt etwa 16 Kilometer ostnordöstlich von Verona und gehört zur Comunità montana della Lessinia.

## Geschichte
Zahlreiche archäologische Funde belegen eine Besiedlung des Gemeindegebiets in der römischen Antike.

## Wirtschaft
In der Gegend wird der Valpolicella angebaut.